# Mahajamba
Der Mahajamba ist ein Fluss im Nordwesten Madagaskars.

## Verlauf
Der Mahajamba entspringt dem Farihy Amparihinandriambavy-See auf dem Anjafy Hochplateau im Zentrum Madagaskars, in einer Höhe von 1204 Metern. Er fließt zunächst in nördliche Richtung. Nach etwa 100 km schwenkt er nach Westen. Bald darauf wieder nach Norden um schließlich den Rest seines Bettes nach Nordwesten zu folgen. Der Mahajamba mündet schließlich über die Mahajamba-Bucht in die Straße von Mosambik.

## Abfluss
Der Mahajamba stellt eine hydrologische Besonderheit dar. Ein Teil seines Wassers fließt über den Kamoro in den Betsiboka, der andere in seinem angestammten Bett in die Straße von Mosambik. Bei Niedrigwasser fließt praktisch das gesamte Wasser des Mahajamba in den Betsiboka. Somit ist die Angabe zum Einzugsgebiet des Betsiboka schwierig. Das Phänomen wurde vermutlich durch einen Hangsturz am Unterlauf hervorgerufen und gilt seit 1903 als stabil. Allerdings kann sich dies durch geologische Prozesse auch wieder sehr schnell ändern.